# BABEL LABEL
株式会社BABEL LABEL（バベルレーベル）は、日本のコンテンツスタジオ。株式会社サイバーエージェントの連結子会社。

## 概要
2010年発足。企画・制作・納品を一貫して管理し新しい映像のスタイルを提案するべく、
映画・ドラマを中心に、様々な映像メディアに特化。現在ではディレクターに加え、プロデューサー、脚本家が所属している。
クリエイターひとりひとりが独立し、それぞれのフィールドで活躍。映画・広告・MVとジャンルの壁を越えた映像表現に取り組んでいる。
2022年1月12日、サイバーエージェントは2021年12月に本企業の株式の大半を取得し、連結子会社化並びに同社グループ入りしたことを明らかにした。

## メンバー

### プロデューサー
- 山田久人 - 代表・プロデューサー
- 畑中翔太 - 企画プロデュース
- 五箇公貴 - 企画プロデュース

### ディレクター
- 藤井道人 - 映画監督・脚本家
- 志真健太郎 - 映像作家
- 原廣利 - 映像作家
- 澤口明宏 - 映画監督・脚本家
- アベラヒデノブ - 映画監督・俳優
- 山口健人 - 映画監督・脚本家
- 逢坂元 - 映像作家
- 下田彦太 - 映像作家
- 曽根隼人 - 映像作家
- 林田浩川 - 映画監督・脚本家
- 志自岐希生 - 映画監督
- 増田彩来 - 映像作家・写真家
- FUBI - クリエイティブチーム

### キャスティング
- 渡辺有美

## 主な制作・配給作品

### 映画
- 埃（2011年8月6日公開、藤井道人監督・脚本） - 制作
- A LITTLE WORLD（2012年1月14日公開、藤井道人監督・脚本） - 制作
- しあわせな豚（2012年2月25日公開、志真健太郎監督・脚本・編集） - 制作[注釈 1]
- Faint Light（2012年2月25日公開、原廣利監督・脚本・編集） - 制作[注釈 1]
- けむりの街の、より善き未来は（2012年6月30日公開、藤井道人監督・脚本・編集） - 制作[3]
- Friday Night Project（2012年10月公開、志真健太郎監督・脚本） - 制作
- ありがとう。（2013年公開、原廣利監督・脚本・編集） - 制作
- 死んだ魚のような目をした魚のような生き方はしない（2013年3月9日公開、アベラヒデノブ監督・脚本・編集） - 配給[4][注釈 2]
- 男たちの楽園（2013年3月9日公開、志真 健太郎監督） - 配給[5][注釈 2]
- 全力家族（2013年3月9日公開、原廣利監督・脚本・編集） - 配給[6][注釈 2]
- SHAKE HANDS（2013年8月10日公開、藤井道人監督） - 制作[7]
- 今日、生きてから笑え（2013年11月2日公開、志真健太郎監督）- 制作
- 約束（2014年2月22日公開、中嶋将人監督・脚本・編集） - 制作協力[8]
- 幻肢（2014年9月27日公開、藤井道人監督・脚本） - 制作協力[9][注釈 3]
- High Kick（2014年10月公開、原廣利監督）[注釈 4]
- STAND ALONE（2014年11月7日公開、志真健太郎監督・脚本） - 制作協力[10]
- 寄り添う（2014年11月公開、藤井道人監督・脚本） - 制作協力[注釈 5]
- ちばものがたり（2015年公開、澤口明宏監督） - 制作
- 私、糖尿病ですって！（2015年7月4日公開、澤口明宏監督・脚本） - 制作[注釈 6]
- 脳の疫病（2015年7月4日公開、中嶋将人監督・脚本） - 制作[注釈 6]
- 7s（2015年11月7日公開、藤井道人監督） - 制作[11]
- TOKYO CITY GIRL（2015年9月5日公開） - 制作[12]
- TOKYO CITY GIRL -2016-（2016年12月3日公開） - 制作[13]
- 光と血（2017年6月3日公開、藤井道人監督） - 制作・配給[14]
- 青の帰り道 (2018年12月7日公開、藤井道人監督・藤井道人、アベラヒデノブ共同脚本）
- デイアンドナイト（2019年1月26日公開、藤井道人監督）
- 新聞記者（2019年6月28日公開、藤井道人監督）
- 宇宙でいちばんあかるい屋根（2020年9月4日公開、藤井道人監督）
- ヤクザと家族 The Family（2021年1月29日公開、藤井道人監督）
- 空はどこにある（2020年11月25日公開、山浦未陽監督・脚本）- 制作
- DIVOC-12 (2021年10月1日公開、藤井道人監督、志自岐希生監督、林田浩川監督）-制作
- 余命10年（2022年3月4日公開、藤井道人監督）
- 生きててごめんなさい（2023年2月公開、山口健人監督）
- ヴィレッジ（2023年4月公開、藤井道人監督・脚本）
- 静かなるドン（2023年5月公開、山口健人監督）
- 最後まで行く（2023年5月公開、藤井道人監督）
- 青春18×2 君へと続く道（台湾版：青春18×2 通往有你的旅程）（2024年3月14日：台湾公開、5月3日：日本公開、藤井道人監督）[15]
- 帰ってきた あぶない刑事（2024年5月24日公開、原廣利監督）

### テレビドラマ
- 八月は夜のバッティングセンターで。（2021年7月7日 - 、テレビ東京） - 制作
- お耳に合いましたら。（2021年7月8日 - 、テレビ東京）- 制作
- 農家のミカタ（2021年10月23日放送、テレビ東京）-制作
- 真夜中にハロー！（2022年1月-、テレビ東京）-制作
- 量産型リコ -プラモ女子の人生組み立て記-（2022年7月-、テレビ東京）-制作
- 真相は耳の中（2022年10月-、テレビ東京）-制作
- イグナイト -法の無法者-（2025年4月18日 - 6月27日、TBS） - 制作
- FOGDOG（2025年7月22日〈予定〉 - 、読売テレビ） - 制作

### 配信ドラマ
- ABEMA 全４部作オリジナルドラマ『箱庭のレミング』（2021年6月17日 - 、藤井道人総監督、山口健人監督、下田彦太監督）- 制作*
- ABEMA オリジナルドラマ『透明なわたしたち』（2024年9月16日 - 、藤井道人総監督、山口健人監督、下田彦太監督）- 制作

### MV
- JASMINE『sad to say』anniversary Music Video（2014年、プロデューサー:山田久人・制作:BABEL LABEL）
- ハルカトミユキ『世界』（2015年、プロデューサー:山田久人・監督:藤井 道人、制作:BABEL LABEL）
- SHU-I『Don't Turn Around』（2015年、プロデューサー:山田久人・監督:志真 健太郎・制作:BABEL LABEL）
- 愛乙女☆DOLL『カレンダーガール』（2015年、撮影監督:Hiroto Hara・制作監督:中嶋将人・制作:BABEL LABEL）
- ISH-ONE『THE LONGEST NIGHT – THE MOVIE –』（2015年、プロデューサー:山田久人・監督:志真健太郎、制作:BABEL LABEL）
- ポルノグラフィティ『Ohhh!!! HANABI』（2015年、制作:BABEL LABEL）
- 7☆3『アゲアゲクリスマス』（2015年、監督:澤口明宏・撮影:原廣利・制作:BABEL LABE）
- CNBLUE『Supernova』（2015年、プロデューサー:山田久人・監督:藤井道人・制作:BABEL LABEL）
- KOHH『Tokyo』（2015年、プロデューサー:山田久人・監督:志真健太郎・撮影:原廣利・制作:BABEL LABEL）
- DOTAMA『音楽ワルキューレ2』（2016年、プロデューサー:山田久人・撮影監督:原廣利・制作:BABEL LABEL）
- S7ICKCHICKs『MY CHICKs』（2016年、プロデューサー:山田 久人・監督:志真健太郎・制作:BABEL LABEL）
- WHITE JAM『咲かないで』」（2016年、プロデューサー:山田久人・監督:志真健太郎・撮影:原廣利、制作:BABEL LABEL）
- 7☆3『桜graduation』（2016年、監督:澤口明宏・制作:BABEL LABEL）
- ナオト・インティライミ『未来へ』（2016年、監督:藤井道人・制作:BABEL LABEL）
- 掌幻、CHICO CARLITO、焚巻『フリースタイル・ダンジョン2016』（2016年、プロデューサー:山田久人・監督:山口健人・制作:BABEL LABEL）

### 舞台
- 少年たちの密室（2014年7月17日-7月21日、新宿御苑シアターブラッツ）
- 男達の楽園－NEXT STAGE（2016年4月28日-5月1日、TACCS1179）[注釈 7]

## 運営
WORKSHOP
俳優と監督が共に表現を追求する、演技ワークショップを週に1度開催。映画や舞台の実際の台本や戯曲を使用する、実践的なワークショップとなっている。
BABEL BAR
調光可能な照明設備を設置した、カフェバースタジオを運営。飲酒シーンの撮影等、貸し切りでの利用も受付をしている。